# Sioban (stripalbum)
Sioban is het eerste stripalbum uit de stripreeks De Klaagzang van de Verloren Gewesten en het eerst deel van de cyclus Sioban. Het album is geschreven door Jean Dufaux en getekend door Rosinski. Van dit album verschenen drie drukken bij uitgeverij Dargaud.

## Inhoud

#### Inleiding
Deze cyclus kan opgedeeld worden in twee delen. In de eerste twee delen is Bedlam de heer die over alles controle voert. In een andere gedaante is hij Lord Blackmore. Bedlam veroverde heel Eruin Duela. Dit gebeurde niet zonder slag of stoot. Daarnaast was hij een bastaardzoon van de Sudenna's, die als rechtmatige vorsten over Eruin Duela regeerden. Bij het overlijden van zijn vader, Averus, was er alleen een dochter en geen mannelijke erfgenaam. Op dat moment eiste Obla de troon van zijn vader. In de tijd die volgde was het duidelijk dat zijn halfzus zo snel mogelijk van het hof verwijderd moest worden. Daardoor werd ze meegenomen naar een klooster dat toebehoorde aan de Genadekrijgers. Ze was er veilig en kreeg er de juiste opvoeding. Eruin Duela werd verscheurd door een burgeroorlog tussen Obla en de overige troonpretendenten. Tijdens deze burgeroorlog stierf Obla en werd hij opgevolgd door zijn zoon Bedlam. Hij overwon de resterende troonpretendenten. Op het moment dat hij de laatste troonpretendent uit de weg ruimt, landde er op de kust van Eruin Duela zijn laatste tegenstander: Wulff, de Witte Wolf. Ook hij had een leger bijeengebracht en hij eiste de troon op. Hij was immers een Sudenna. De legers van Bedlam waren uitgeput door het lange vechten. Daarom werd er een vredesverdrag gesloten. Een aantal jaren later eindigde dit verdrag doordat Bedlam zijn troepen liet aanvallen. Wulff wilde deze zaak zo snel mogelijk regelen. Dit werd uitgevochten in de slag van Nyr Lynch. De slag duurde de hele dag en tegen het einde van de dag leek Wulff de veldslag te winnen, maar op dat moment steeg er een zwarte en stinkende wolk op uit de tent van Bedlam. Een afzichtelijk monster boorde zich dwars door het kuras van Wulff. Sindsdien werd die plaats aangeduid als de verloren gewesten. De verloren gewesten vormden ooit een deel van Eruin Duela, maar werden later verwijderd van alle kaarten en uit het geheugen. Later ging de legende dat de klaagzang het gezang is dat zal weerklinken als degenen die daar gestorven zijn weer ten strijde zal trekken tegen de onderdrukker.

#### Verhaal
In deze omgeving groeit Sioban op. Sioban is de dochter van Wulff, de Witte Wolf. Hoewel ze een meisje is, gedraagt Sioban zich vrij mannelijk. Zo loopt ze rond met een harnas en leert ze zwaardvechten. Voor haar opleiding tot hofdame heeft ze nauwelijks aandacht.
Als het verhaal begint, komt er een mysterieuze figuur aan op de kusten van Eruin Duela. Hij vraagt zich af of hij ooit nog de klaagzang van de verloren gewesten zal kunnen aanhoren. Tegelijkertijd wordt het verlovingsfeest van Lord Blackmore en Lady O'mara gevierd. Dit waren de oom en moeder van Sioban. Zelf vond ze het huwelijk geen goed idee. Bedlam, de wijze, laat zijn mannen een eerbetoon brengen tijdens het huwelijk van Lord Blackmore en Lady O'mara. Dit doen zij door een kist vol met schedels van tegenstanders te brengen. Na het huwelijk neemt Lord Blackmore zijn vrouw tot zich en onthult haar een geheim, dat pas later wordt onthuld. Wel blijkt daarna dat Lord Blackmore over magische krachten beschikt. 
Dit komt naar boven nadat Sioban een kapitein van Bedlam vermoord. Hij was nog in het kasteel voor het bruiloft toen ze hem vermoordde. Lord Blackmore werd gewaarschuwd door een stenen masker op tafel, voordat een bediende hem het nieuws komt vertellen. Daarna bedaart Lord Blackmore de troepen van Bedlam, hoewel Sioban niet echt berouw toonde voor haar daad. Die avond gaat Lord Blackmore naar een afgesloten kamer en pakt een assen kaar die hij in een cirkel rond zich heen draait terwijl hij een vuur rond zich creëert en een magische formule opzegt.
Terwijl dit gebeurt in het kasteel komt de mysterieuze man aan bij een boerderij die geplunderd wordt door de troepen van Bedlam. De mysterieuze man blijkt een genadekrijger te zijn die geen verwondingen kan oplopen in een gevecht. Hij vraagt de boer achter een voorval in het kasteel van Lord Blackmore en vermoedt dat dit mogelijk Sioban kan zijn. 